# Akaki Tjatjua
Akaki Tjatjua, född den 16 september 1969 i Samtredia, Sovjetunionen, är en georgisk brottare som tog OS-brons i fjäderviktsbrottning i den grekisk-romerska klassen 2000 i Sydney.